# Гость из бездны
«Гость из бе́здны» («Встре́ча че́рез века́») — научно-фантастический роман советского писателя Георгия Мартынова, начатый в 1951 и опубликованный в 1961—1962 годах.

## Сюжет
Эпиграфом к роману служат слова Горького: «Смерть есть факт, подлежащий изучению».
Ленинградец, вдовец, участник Великой Отечественной войны и советский дипломат Дмитрий Александрович Волгин в возрасте 39 лет умирает в Париже от неизлечимой болезни. Для того чтобы перевезти тело на родину, его помещают в свинцовый гроб. В результате случайного пожара гроб запаивается, и Волгина хоронят в нём.
Через восемнадцать веков гроб с хорошо сохранившимся телом находят, и медики будущего решают оживить похороненного в нём человека. Сложный эксперимент, которому предшествует всепланетная дискуссия об этичности подобного действия, удаётся. Оживший и полностью излеченный на Кипре Волгин начинает изучать новый для него мир. После Кипра он мечтает отправиться в Ленинград, который превращен в Октябрьский парк, а центр города сместился в район Пулково. Большинство памятников сохранено (Адмиралтейство, Казанский собор, Аничков мост), но по берегам Фонтанки растет лес, а Невский проспект превращен в парковую аллею.
Однако не очень обычно для утопии решена тема взаимодействия главного героя с новым миром. Его вхождение в мир будущего, описанное Мартыновым с незаурядным психологизмом, происходит непросто. Несмотря на то, что потомки относятся к нему с огромным уважением и заботой, Волгин, восхищаясь окружающим, тем не менее чувствует себя в этом мире чужим. Он ясно видит, что умственно и физически уступает свои потомкам. Кроме того, он тоскует по миру своей первой жизни, и ему не хватает любимой жены, погибшей во время Великой Отечественной войны.
Чуть позже из космических глубин возвращается фотонный космолёт «Ленин» середины XXI века с экспедицией, посланной для исследования Веги и 61 Лебедя. Члены экспедиции пробыли в пути восемь лет, однако на Земле за то же самое время прошло почти восемнадцать веков. Диспетчер с Цереры отправляет космолет к Европе, так как его двигатели могут быть опасны для современных ракетодромов. Затем экипаж космолета «Ленин» прошёл карантин на Ганимеде. Затем они очутились в Космограде на центральном ракетодроме Земли на месте бывшей пустыни Сахары («Сахара превратилась в густо населённую цветущую страну»). Несмотря на то, что космонавты не были современниками Волгина, разница между ними и Дмитрием не столь значительна. Общение с ними несколько притупляет у героя чувство одиночества. Впоследствии у Волгина возникают взаимные чувства с одной из космонавток — Марией Мельниковой.
Изучая доклад экипажа «Ленина», Волгин интересуется жителями планеты Фаэтон, чей «звездолёт» был обнаружен в джунглях Венеры. Их цивилизация на 100 тыс. лет старше земной. Когда-то фаэтонцы потеряли свою планету и улетели к звезде Вега. Теперь фаэтонцы решили вернуться в Солнечную систему, используя свою новую планету как средство передвижения. Человечество помогает им в этом, уничтожая пояс астероидов между Марсом и Юпитером для того, чтобы расчистить место для нового дома фаэтонцев. Волгин впервые в жизни летит на Марс и встречает двух фаэтонцев с большими глазами. Разговор с фаэтонцами осуществлялся посредством лингвомашины.
Волгин наблюдает работу очистительных отрядов по уничтожению астероидного пояса, который напоминает охоту. Во время уничтожения крупного астероида Ф-277 происходит взрыв, произошедший из-за детонации «чёрного блеска» (синтетического фаэтонского топлива для космолетов). Вся команда корабля И-76 погибает, а Волгина, который находился на корабле в качестве пассажира, удаётся спасти. Однако выясняется, что он смертельно болен лучевой болезнью. Единственная надежда спасти Волгина — подвергнуть его анабиозу ещё на тысячу лет, в расчёте на то, что подобные повреждения в будущем научатся лечить. Волгин без особых колебаний соглашается на эту процедуру, так как не удовлетворён своей настоящей жизнью. Кроме того, через тысячу лет должны вернуться на Землю и вновь отлетающие к одной из открытых ими планет космонавты «Ленина». Вместе с Дмитрием в анабиоз погружается и Люций — учёный, который руководил оживлением Дмитрия и успел полюбить его как собственного сына. Волгин ложится в саркофаг, в который подают газ.

## Мир будущего
Наступила коммунистическая эра (1860 год после 1917 года, то есть XXXVIII век), руководимое Советом науки и техники человечество стало единым народом и говорит на языке производном от русского (в Юго-Восточной Азии существует ещё один язык, на основе китайского), однако не используют обращение «товарищ». Старых (привычных) государств не существует (свинцовый гроб Волгина находят в лесу «на территории бывшей России»), однако в Совете стоит памятник Ленину. Сохранился и мавзолей Ленина, превращенный в Пантеон, где хранится память о всех героях. Люди широко используют кремацию в качестве захоронения. Появились новые коммуникационные (телеоф — радиотелефон с визуальной проекцией собеседника) и транспортные средства (арелёт — транспорт для воздушного перемещения в пределах планеты на основе принципа антигравитации).
За чистотой и порядком следят «механизмы-уборщики» (биотехника, разумные автоматы), которые подчиняются «главным аппаратам». Каждый человек имел личный номер, присваивающийся со дня рождения. Энергия катронов и биотоки составляли основу всей техники. В Балтийском море Волгин замечает судно по контролю за погодой. Ракетолёты преодолевают 200 млн км (расстояние от Земли до Марса) за 16 часов.
Полностью освоена Солнечная система, благодаря использованию межпланетных кораблей (звездолётов) и фотонных ракет. Разогнаны облака на Венере. Земляне возвели ракетодром на Плутоне как плацдарм для освоения «Большого Космоса». Один из космолётов носит имя Ленина.
На Марсе построен административный центр Фаэтонград, который скрыт от непригодной для дыхания атмосферы куполом высотой 250 метров. Под куполом города площадь, трёхэтажные дома, стадион и сады с синими кустами и фиолетовыми деревьями. Население города 40 тыс. человек. В плане город имел квадрат стороной 3 км. Население города занято работой на гравиостанции. Рядом расположен «завод воздуха». Здесь расположен филиал Совета и штаб очистительных отрядов. Астероиды уничтожаются эскадрильями истребителей с помощью излучателей.

## История написания и отзывы критиков
Мартынов начал писать «Гость из бездны» — свой первый роман — в 1951 году. Биографы творчества писателя А. Балабуха и А. Бритиков писали, что, если бы роман вышел в 1950-х годах, он встал бы в один ряд с утопией «Туманностью Андромеды» И. А. Ефремова. Однако Мартынов по неизвестным причинам отложил книгу и вернулся к ней лишь спустя 10 лет. Роман был опубликован в журнальном варианте (под заглавием «Встреча через века») в 1961 году, а в следующем году вышел отдельной книгой.
В предисловии к роману Мартынов писал:

Роман «Гость из бездны» был задуман и начат в 1951 году. Я тогда был убеждён, что описываемые в романе достижения науки и техники — дело очень отдалённого будущего, и поэтому перенёс действие на две тысячи лет вперёд. Жизнь доказала, что я был неправ. И теперь я так же искренне убеждён, что наука и техника значительно раньше достигнут гораздо большего, чем описал я. Но изменять время действия романа кажется мне нецелесообразным главным образом из-за «фаэтонской» линии сюжета. Пусть всё остаётся так. Читатель сам сумеет увидеть в описываемых событиях контуры не столь отдалённого будущего.

## Публикации романа
- Мартынов Г. Встреча через века: Главы из романа (сокр.) /Рис. В. Немухина, В. Чернецова. // Искатель, № 2, 1961, С. 6-63.
- Мартынов Г. Встреча через века: Отрывок из фантастического романа /Рис. Э. Скуиня. // Наука и техника, № 12, 1961 — № 1-2, 1962
- Мартынов Г. Встреча через века: Научно-фантастический роман. Части 1-3 /Рис. Г. Новожилова, А. Бабановского. // Смена, № 17-24, 1961 — № 4-8, 1962.
- Мартынов Г. Гость из бездны: Научно-фантастический роман /Рис. А. Говорковского; Оформл. О. Маслакова. — Л.: Лениздат, 1962. — 420 с. — 115 000 экз. — ISBN ааа.
- Мартынов Г. Гость из бездны // Мартынов Г. Спираль времени. Гость из бездны. — АСТ, 2002. — 768 с. — 7000 экз. — ISBN 5-17-014397-4